# アンディ・ブラウン
アンディ・ブラウン（Andy Brown, 1959年3月19日 - ）は、イギリスの空力エンジニア。同・サマセットブリストル出身。
現在はモータースポーツエンジニアリング会社であるACB Consultancy Ltd.を運営している。

## 経歴

### 学業
1977年9月 - 1984年7月

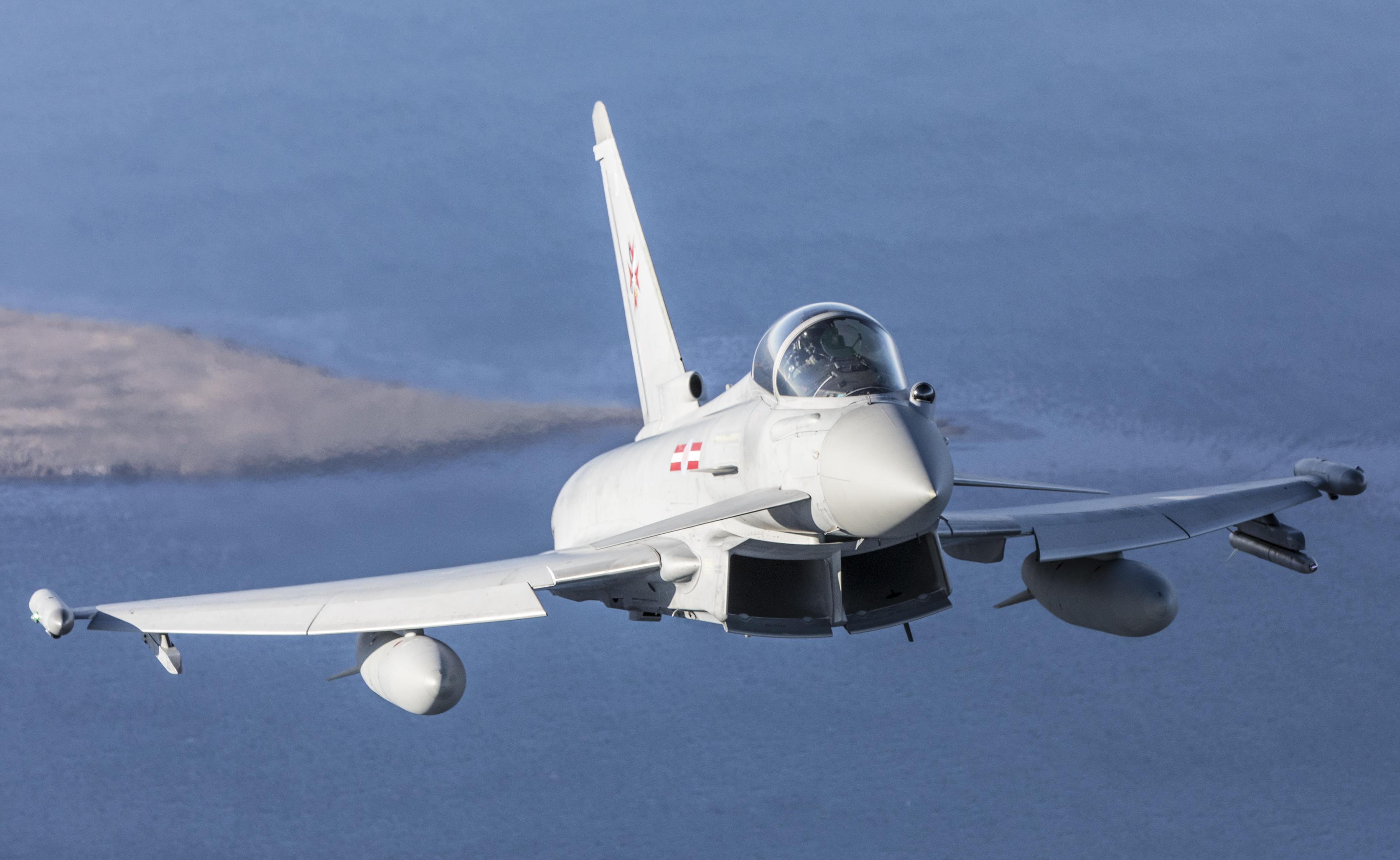
Flight Typhoon FGR4

18歳からブリストル(Bristol)のフィルトンのブリティッシュ・エアロスペース（現在のエアバス）の実習生を勤めつつ就学し、22歳の1981年にバース大学で航空工学を卒業し、正式採用となり、風洞および機械工場向けのメインフレームコンピュータソフトウェアの作成および保守を担当。
主要なプロジェクトには、ユーロファイター（「タイフーン」）の吸気ダクトの開発支援で、エンジン前方コンプレッサーリングでの圧力分布プロットが含まれていた。

### 職歴

#### マーチ・エンジニアリング
1984年 - 1987年10月

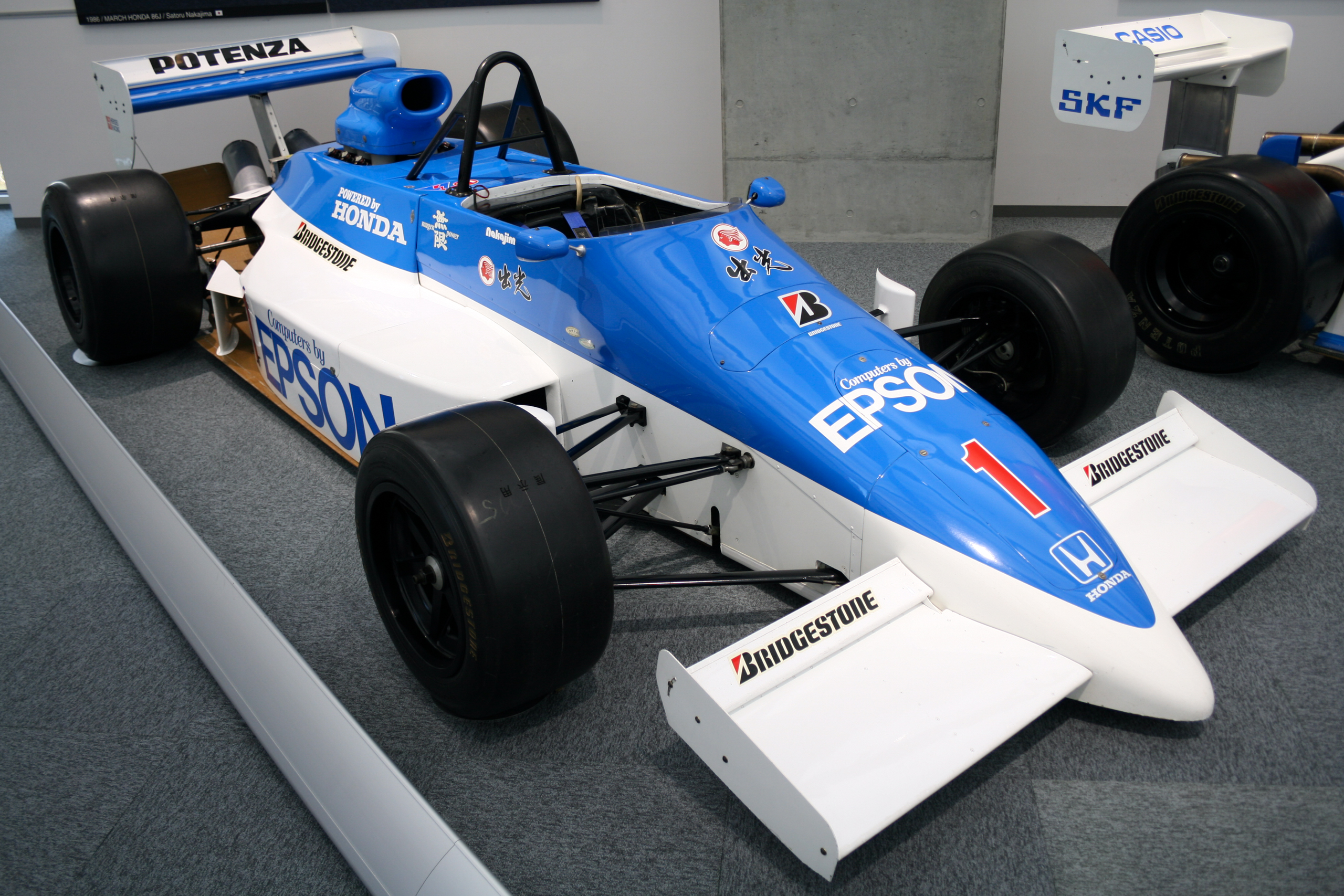
マーチ・86J（1986年、中嶋悟車）

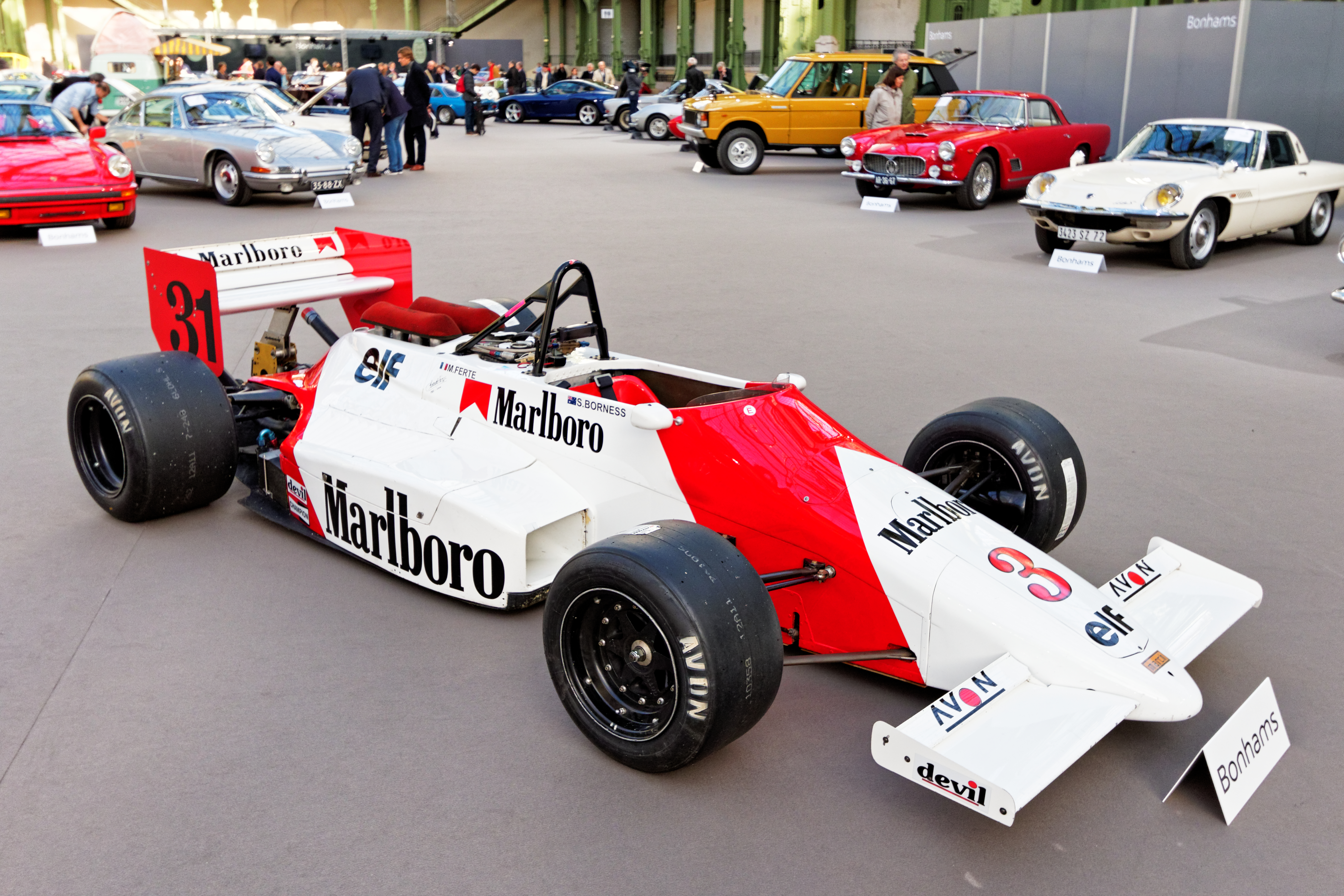
マーチ・85B（F3000車両）

オックスフォードシャーのビスターに所在する、マーチに所属し、当初は、1985年マーチのシャシー開発を担当。
（米国市場向けの「ワイルドキャット」ARS車(Indy Lights:86A/1, 86A/2)への変換、および日本向けのF2バージョン(86J)への変換を含む）862、86B、87B車の設計、風洞試験、開発の全体的な責任を請け負っていた(それには、技術的な問題に関する顧客連絡が含まれていた)。
この期間中、マーチの「ワークス」チームであるオニクス・レーシングで国際F3000のレースエンジニアも務めた。
1985年、発足初年度の国際F3000選手権ではクリスチャン・ダナー、1986年ではイヴァン・カペリ、1987年ではステファノ・モデナが、1986年の全日本F2選手権では中嶋悟がチャンピオンに輝いている。
85B、86B、86J、87Bの4車種合計の製造総数は、87基に及んだ。

#### レイトンハウス
1987年10月 - 1990年12月
レースエンジニアとしてレイトンハウス・マーチ・レーシング・チームに所属し、ブラックリーの古いマーチ風洞(コムテック風洞)で、エイドリアン・ニューウェイと仕事をした。
R&Dの責任者で、マウリシオ・グージェルミンを担当。
トラブルシートの作成と進行、チームシャシーの更新の進行、テストカーがレースカーと同じ仕様に保たれることの保証など、技術的な問題についてレースチーム、テストチーム、および製図事務所の間での連絡を取る役割を務めた。ビスター製図事務所での職務には、サスペンション形状と応力解析を担当するCADエンジニアの他に、ウイングの組み立てチェックと治具設定が含まれていた。

#### ブラバム・ヤマハ
1991年、ブラバム・ヤマハ・フォーミュラ1・チームに加入し、チーフレースエンジニアとテストエンジニアを勤め、マーティン・ブランドルを担当した。

#### ガルマー・エンジニアリング
1991年11月 - 1994年3月
ブラウンは、アラン・マーテンスの副テクニカルディレクターとして、ビスターで1988年設立のギャルマー・エンジニアリングに加入し、空力責任者としてガルマーG92を設計し、資金提供者のギャレス・レーシング(Galles Racing)のために空力テストプログラムを管理した。
1992年に自身のデザインした車でインディ500を制覇し、4つのレースで優勝。1992年のチャンピオンシップではアル・アンサーJr.がランキング3位(ガルマーG92)。
1993年には、ビスターデザインオフィスの責任者として、ローラ・T93インディカーの空力テストプログラムを管理した。

#### パックウェスト・レーシング
1993年5月 - 1998年10月
ブラウンは1993年にスタートするパックウェスト・レーシングの創設メンバー兼チーフエンジニアになる。
1993年の年末に、ギャルマー・エンジニアリングはパックウェストのオーナーのブルース・マッコウによる買収を受ける。
エアロダイナミストとして、グージェルミンのレースエンジニア、チーフレースエンジニアを勤め、レースカーのR&Dを務める。
1993年のスタートアップの7人のオペレーションから、1998年までに120人の人員組織までチームの構築を支援した。
また、1997年にカリフォルニア州フォンタナで、240.9 mph (387.7 km/h)という新しいクローズドコースの世界記録を樹立した。

#### パンサー・レーシング
1998年12月 - 2005年11月
これに続いて、チーフエンジニアとしてパンサー・レーシングに加入し、2001年と2002年に連続してインディ・レーシング・リーグシリーズのチャンピオンを獲得した。

#### チップ・ガナッシ・レーシング
2005年12月 - 2010年12月

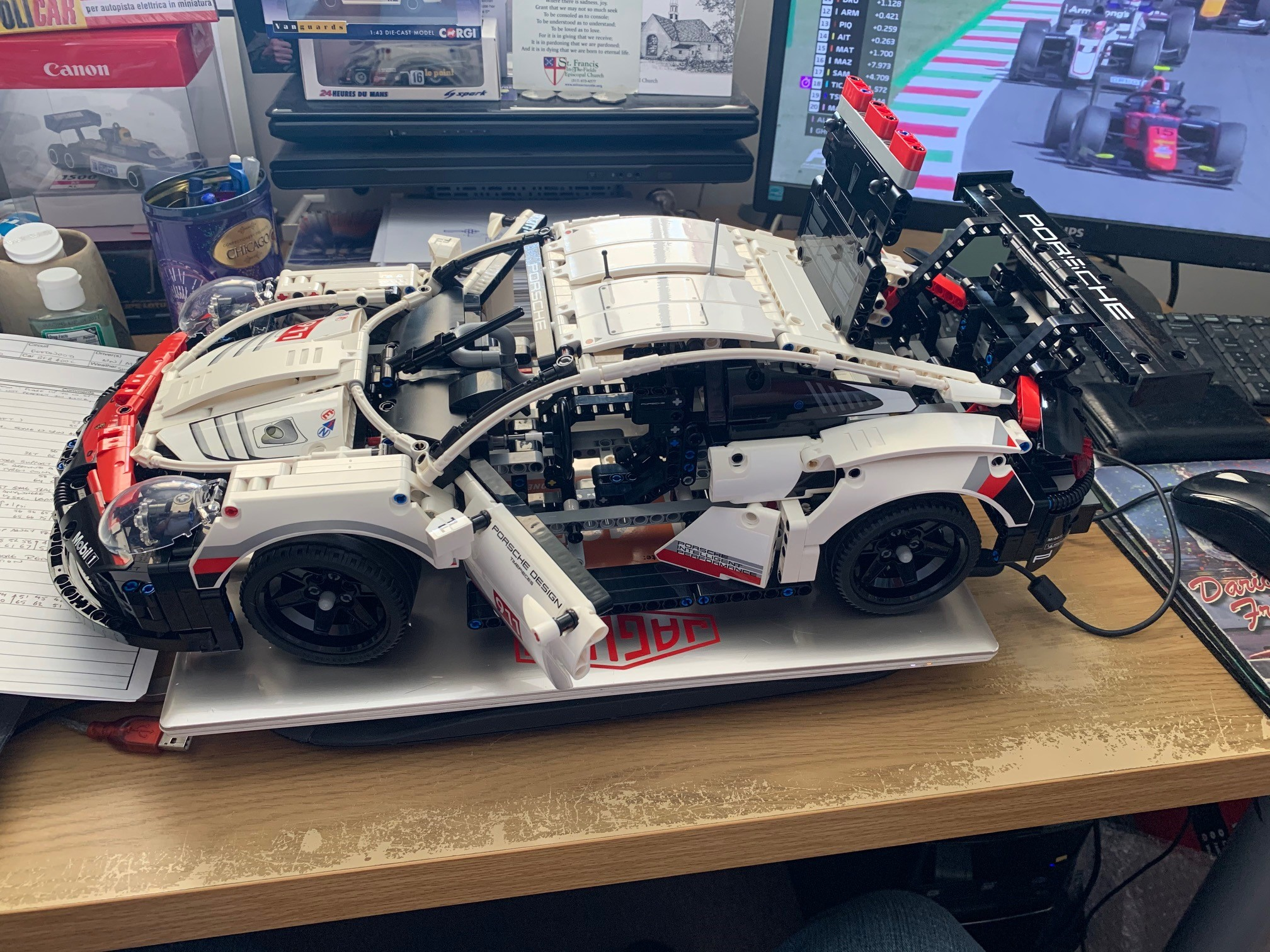
ブラウンが作ったポルシェ

2005年のインディカー・シリーズとインディ500チャンピオンのダン・ウェルドンがドライブするNo.10ターゲットホンダパワードダラーラのレースエンジニアとしてチップ・ガナッシ・レーシングに加入。

#### ACB Consultancy
2010年1月 -
ブラウンは英国に戻り、ACB Consultancy Ltd.を設立した。
インディカーの経歴を持つ同社のビジネス上の関心のほとんどは米国を中心とし、主な顧客はチップ・ガナッシ・レーシングとホンダ・パフォーマンス・ディベロップメント。